# Leidingendorf
Leidingendorf ist ein Gemeindeteil der Gemeinde Haundorf im Landkreis Weißenburg-Gunzenhausen (Mittelfranken, Bayern). Leidingendorf liegt in der Gemarkung Haundorf.

## Lage
Der Weiler mit einem knappen Dutzend Gebäude liegt im Süden des Mönchswaldes an der Kreisstraße WUG 23, etwa 1 km nördlich der Ortsmitte von Haundorf.

## Geschichte
1829 hatte der als Weiler bezeichnete Ort 4 Häuser mit 28 Einwohnern. Leidingendorf gehörte zur Pfarrei Haundorf.